# QR-kód

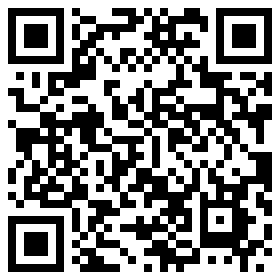
A Wikipédia magyar nyelvű főlapjára mutató QR kód:
MEBKM:URL:http\://hu.wikipedia.org/wiki/Kezdőlap;;

A QR-kód (Quick Response-kód) kétdimenziós vonalkód (tulajdonképpen pontkód), amelyet a japán Denso Wave cég fejlesztett ki 1994-ben. Nevét az angol Quick Response (’gyors válasz’) rövidítéséből kapta, egyszerre utalva a gyors visszafejtési sebességre és a felhasználó által igényelt gyors reakcióra. Rendkívül népszerű Japánban, ahol számos plakáton, hirdetésen szerepel, és a legtöbb mobiltelefon is képes értelmezni.

## Tulajdonságai
Jó tulajdonsága, hogy bármilyen irányból készülhet róla fénykép vagy szkennelt kép, nem kell törődni a kód helyes tájolásával. Ez azért lehetséges, mert a kód megfejtésére, dekódolására szolgáló programok a három sarokban elhelyezett jellegzetes, minden QR-kódban azonos minta alapján el tudják dönteni, milyen irányban kell a kód pontjait értelmezni, feldolgozni, még akkor is, ha a kódbélyegről készült kép teljesen ferde.
Másik jelentős pozitív tulajdonsága a kód skálázhatósága, amit a Verzió 1-től Verzió 40-ig határoztak meg. A különböző verziók különböző adattárolási és hibatűrési tulajdonságokkal rendelkeznek. A legnépszerűbb 2008-ban a "Level L" (L szint) volt, mivel már ez elég sok információt képes tárolni jóval kisebb helyen, mint egy egydimenziós kód.
| QR kód adattárolási képessége         |                    |
| ------------------------------------- | ------------------ |
| Csak számokból                        | Max. 7089 karakter |
| Alfanumerikus értékekből              | Max. 4296 karakter |
| Bináris adatok (8 bites szervezésben) | Max. 2953 bájt     |
| Kandzsi/Kana                          | Max. 1817 karakter |

| Hibajavítási képességek |                                       |
| ----------------------- | ------------------------------------- |
| Level L                 | 7% veszteség visszaállítására képes.  |
| Level M                 | 15% veszteség visszaállítására képes. |
| Level Q                 | 25% veszteség visszaállítására képes. |
| Level H                 | 30% veszteség visszaállítására képes. |

Az ábécé QR-kódban

A hiba vagy torzulás itt azt jelenti, hogy a kódbélyeg lefényképezésekor sokszor nem sikerül a mintázatot teljes pontossággal rögzíteni. A fényképezőgép (mobiltelefon) képfelbontásának korlátai miatt, vagy a kódbélyeg kis mérete, a rossz megvilágítás vagy valami szennyeződés miatt néhány jelpont rosszul látható lesz. A hibajavítás, tehát a hibák ellenére a kód tartalmának hibátlan kiolvasása úgy lesz lehetséges, hogy a kódba annak előállításakor már belefoglaltak olyan kiegészítő jelzéseket is, amelyek segítségével a dekódoló program bizonyos mértékű torzulást még képes tolerálni. Hogy ennek a jeltorzulásnak mikor mekkora a megengedett legnagyobb mértéke, a kód előállításához használt, szabványosított módszerek megválasztásán múlik, és ezt a kód elkészítésekor döntheti el a felhasználó, a használt program lehetőségein belül.
A QR-kód a Reed-Solomon kódolást használja hibajavításra. Az alábbi példában látható, hogy a kódolás hogyan kezeli a torzulásokat. Az utóbbi két módosított kód is értelmezhető „L” szintű beállítások esetén.

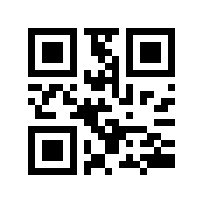
Teljes QR-kód
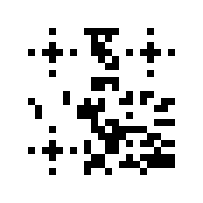
Adatok nélküli QR-kód
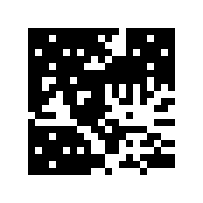
Adatok hozzáadása

## Szabványosítás
Hibatűrő képessége és a támogatott adatformátumok miatt hamar népszerűvé vált a kétdimenziós kódok között is. A JIS (Japán Ipari Szabvány) X 0510 számmal szabványként fogadta el 1999 januárjában, majd az ISO szabványként is felterjesztették. 2000 júniusában ISO/IEC 18004 nemzetközi szabvánnyá vált, amit 2006-ban és 2015-ben kiegészítettek.
Nemzetközi szabványként való elfogadása után még gyorsabb terjedésnek indult. Németországban például több városban is ilyen kódolással nyomtatnak vonaljegyet a tömegközlekedési eszközökön.

## Jogdíjmentesség és védjegyoltalom
A QR-kód ingyenesen felhasználható nyílt szabvány. A kapcsolódó szabadalmak a Denso Wave tulajdonában vannak, de a QR-szabványnak megfelelő felhasználásuk ingyenes.
A „QR Code” név a Denso Wave védjegye, így a védjegyoltalom alá eső országokban a tulajdonos Denso Wave-et is meg kell jelölni használata esetén. Mindez nem érinti a QR-kódot, mivel az önmagában, a „QR Code” név megadása nélkül is használható.

## Továbbfejlesztése
A QR-kóddal egy probléma van: nem köthető személyhez, így könnyen lemásolható, sokszorosítható, vagy jogosulatlanul felhasználható.
A magyar Cellum nevű cég motion-dynamic QR code-ra keresztelt megoldása egyszerre teszi lehetővé az azonosítást és a jogosultság ellenőrzését. Nem szükséges hozzá online kapcsolat, bármikor, bárhol lehet vele azonosítani.
A mozgó, folyamatosan változó QR-kód lényege, hogy az azonosításra használt eszköz nem egyetlen QR-kódot mutat, hanem egy ezekből álló, 3 tizedmásodpercenként változó kódfolyamot. A tartalom sem egyetlen rávillantással szedhető ki a jelből, a leolvasó eszköznek 1,5 másodpercnyi szkennelésre van szüksége ahhoz, hogy leolvassa az információkat, ami a felhasználó azonosítására alkalmas információkat is tartalmazhat (pl. fénykép).

## Esztétikai módosítások
Bár a szabványtól való eltérés licencproblémát és rosszabb felismerhetőséget is okozhat, a QR-kódok magas hibatűrő képessége miatt gyakran előfordul a kód kisebb esztétikai célú módosítása. Ez például akkor lehet hasznos, ha a kód egy grafikus hirdetés részét képezi, és az a cél, hogy a reklám képi megjelenésétől ne üssön el a QR-kód fekete-fehér, szögletes ábrája.
Lehetőség van például arra, hogy a QR-kód belsejébe logót vagy fényképet helyezzenek el, és – bizonyos határok között – az ábra színét és formáját is el lehet változtatni anélkül, hogy a kód olvashatatlanná válna.
Egy új eljárással a QR-kód mögé bármilyen kép tehető. A kód pontjai átlátszóak lesznek és speciális kialakításuk van. Az átlátszóság növelésével a kód jobban beleolvad a képbe, azonban így csökken az olvashatósága is. Régebbi típusú készülékek és QR-kód olvasó programok az ilyen kódokat lassabban olvashatják be.